# Мариета Николаева
Мариета Николаева е българска журналистка в Нова телевизия, а преди това и в БТВ.  
Мариета Николаева е единствената българска журналистка, номинирана за най-престижната световна награда за телевизионна журналистика Emmy. 
Биография
Мариета Николаева е родена на  9 ноември 1978 година в София. Завършила е Софийската математическа гимназия и УНСС със специалност "Икономика и управление на масмедиите". Занимава се с криминална журналистика в различни печатни издания от 1997 г.. През март 2002 се присъединява към екипа на Нова телевизия.По-късно работи като криминален и разследващ журналист в БТВ. От 1 септември 2022 отново се връща в Нова телевизия. 

## Награди
Мариета Николаева има редица награди -  за борба с наркоманиите, за безопасност на пътя , а филмът й „Дрогирани на пътя“ води и до важни законови промени. Автор е и на поредица от разследвания за схеми в държавни структури, като заради разкритията й за крупни корупционни схеми в столичната „Пътна полиция“ е удостоена с приза „Достойните българи“ през 2006-та година. Носител е и на наградата за Чиста журналистика  за филма й "Наркодеца".  
Получава и голямата награда за телевизионна журналистика от Съюза на българските журналисти "Златно перо" за принос в българската журналистика. 
Мариета Николаева е единствената българска журналистка, номинирана за най-престижните световни награди за телевизионна журналистика Emmy. 
https://www.youtube.com/watch?v=AdtFGY7CBpo
https://www.24chasa.bg/biznes/article/18625366
https://www.segabg.com/category-media/nova-tv-specheli-purva-bulgarska-nominaciya-za-emi
https://www.24plovdiv.bg/ozhivlenie/article/18683788
https://scoolmedia.com/marieta-nikolaeva-nominirana-za-emmy-razsledvaniyata-sa-visshiyat-pilotazh-v-zhurnalistikata/
.